# Vicente Arias de Balboa
Vicente Arias de Balboa (m. ¿Toledo?, julio de 1414) fue un jurista castellano del siglo XV y obispo de Plasencia.

## Biografía
Se ignoran sus orígenes y lugar de nacimiento. Estudió Leyes en Salamanca entre 1370 y 1380, donde se doctoró y entró bajo la influencia del arzobispo de Toledo, Pedro Díaz de Tenorio. En 1381 fue subdiácono en Lisboa y estudiante de tercero de Leyes, y pidió un canonicato en Leganés. Una década después apareció como arcediano de Toledo, aunque debió renunciar a esta dignidad cuando se le concedió un canonicato en Plasencia el 15 de octubre de 1391, puesto que le fue disputada por otros. Del mismo modo, el 13 de octubre de 1394 fue nombrado canónigo de Salamanca pero a condición de que resignara la porción que tenía en Coímbra, de la cual había sido despojado violentamente por los adheridos a la obediencia romana. Similares problemas tuvo en el arcedianato de Alcaraz, frente al cual figura en octubre de 1391.
En 1395 ejerció las funciones de embajador del rey Enrique III ante la curia de Aviñón, dos años después fue oidor de la Audiencia Real y poco después canciller mayor de la reina Beatriz, quien en 1383 le había donado las dos partes de la renta del portazgo de la ciudad de Salamanca. Asimismo, sus contactos con la casa de Oropesa le valieron ser albacea testamentario del señor Fernán Álvarez de Toledo en 1398.

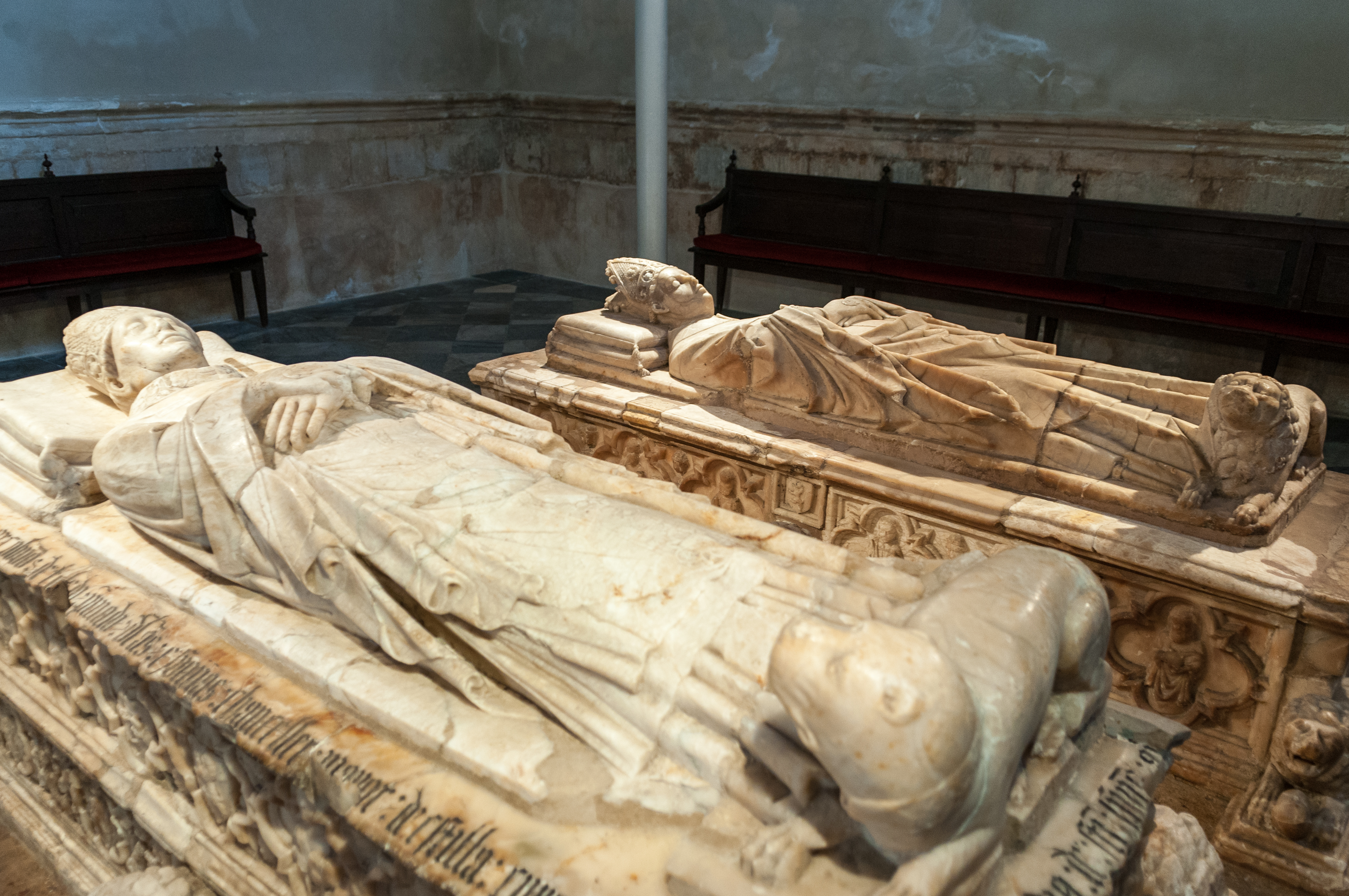
Sepulcros del arzobispo Pedro Tenorio y de su sobrino, Vicente Arias Balboa (Capilla de San Blas de la catedral de Toledo).

Sus gestiones a favor de la obediencia al papa Benedicto XIII —en el marco del llamado Cisma de Occidente— fueron recompensadas con su nombramiento como obispo de Plasencia el 30 de julio de 1403, diócesis que regirá hasta el 29 de julio de 1414. En 1406 le fue encomendada la administración de las rentas asignadas al Estudio de Salamanca y después la mediación entre el deán y cabildo de la catedral de Ávila y el corregidor de la ciudad, por razón de los excusados. Asimismo, estuvo presente en la aceptación del regimiento del reino por parte de doña Catalina y del infante don Fernando, y en el juramento de fidelidad que hizo el reino al rey Juan II y a sus tutores, el 15 de enero de 1407 en Segovia.
En 1312, el obispo fue uno de los encargados por el infante Fernando de Antequera para que examinara sus derechos al trono de Aragón. Por esta misión redactó un documento, conservado en la Real Biblioteca de El Escorial junto al dictamen de otros juristas castellanos, que defendía la prelación del infante para suceder a Martin I el Humano sobre otros aspirantes a la Corona. 
Murió a finales de julio de 1414 y recibió sepultura en la capilla de San Blas, erigida por Pedro Tenorio en la catedral de Toledo.

## Obras
A Vicente Arias de Balboa se le atribuyen las siguientes obras:
- Glosas al Fuero Real: Se conocen actualmente dos copias conservadas, una en el MS Z.I.5 de la Real Biblioteca de San Lorenzo de El Escorial y otra en el MS II-323 de la Biblioteca del Palacio de Oriente de Madrid.[4]
- Glosas al Ordenamiento de Alcalá de 1348: De ellas se conocen dos versiones, que se conservan en el MS 41-5, fol. 1r-1Or de la Biblioteca Capitular de Toledo y en el MS Z.III.1 de la Real Biblioteca del Monasterio de San Lorenzo de El Escorial.[12]
- Glosas al Ordenamiento de Briviesca de 1387: Los autores que le atribuyen esta obra probablemente se refieren a unas glosas anónimas conservadas en MS 28-11 de la Biblioteca Capitular de Toledo, que el impresor alemán Juan de Parix de Heidelberg publicó en 1472 atribuyéndolas a Alonso Díaz de Montalvo. Su autoría por parte de Arias de Balboa actualmente es muy cuestionada, y para el historiador Antonio Pérez Martín fueron escritas por el obispo de Segovia Juan Arias Dávila.[12]
- Constituciones para la diócesis de Plasencia: Hay noticia de unas disposiciones dadas en 1410, en las que establecía que las injurias cometidas en la iglesia, una vez probadas, eran castigadas sin que cupiera apelación y otras dadas en 1412 relativas al cobro de los diezmos, las cuales fueron renovadas por sus sucesores y finalmente incluidas en el Sínodo de 1499.[12]
- Cuestiones sobre la sucesión del reino: Este documento, ya citado anteriormente, se conserva en MS F.I.2 de la Real Biblioteca del Monasterio de San Lorenzo de El Escorial. Está perfilado como la respuesta a seis cuestiones generales: por cuál derecho se fundaron los reinos, cómo se accede al trono (por elección o por sucesión), si pueden suceder las mujeres, si a su vez éstas pueden trasmitir los derechos sucesorios a sus hijos varones, si el rey está facultado para designar libremente a su sucesor y si se puede introducir la norma por la cual se pueda disponer libremente del reino.[10] Tuvo un gran éxito, ya que su postura no sólo fue asumida por los juristas castellanos, sino que también fue mayoritaria entre los compromisarios de Caspe y su candidato propuesto, el infante Fernando, resultó finalmente elegido como rey de Aragón.